# Andre Green
Andre Jay Green, född 26 juli 1998 i Solihull, är en engelsk fotbollsspelare (anfallare) som spelar för Rotherham United.

## Karriär
Andre Green kom till Aston Villa som nioåring. Kort efter att ha skrivit på sitt första proffskontrakt fick han 17 år gammal göra sin Premier League-debut. I mötet med Tottenham Hotspur den 13 mars 2016 gjorde Green ett inhopp under den sista halvtimmen. I och med det blev han den fjärde yngsta spelaren att representera Aston Villa i Premier League och deras femte yngsta spelare genom tiderna.
Under sin tredje säsong med seniorlaget, 2017/2018, drogs Andre Green med stora skadeproblem. För att få mer speltid efter skadefrånvaron lånades han därför den 29 augusti 2018 ut till Portsmouth i League One. En operation begränsade dock hans speltid i Portsmouth och den 17 januari 2019 meddelade Aston Villa att de kallade tillbaka honom från utlåningen, för att istället tillbringa resten av säsongen med dem. Efter att Green lämnat Portsmouth vann de EFL Trophy och han kunde därmed inkassera sin första titel, efter att ha bidragit med två mål på fyra matcher på vägen fram till finalen.
Den 1 augusti 2019 lånades Green ut till Preston North End på ett låneavtal över säsongen 2019/2020. Den 2 januari 2020 lånades han istället ut till Charlton Athletic på ett låneavtal över resten av säsongen 2019/2020. I juni 2020 meddelades det att Green blev släppt av Aston Villa efter säsongen 2019/2020.
I augusti 2021 värvades Green av slovakiska Slovan Bratislava. Den 2 augusti 2023 återvände han till England och skrev på ett tvåårskontrakt med Rotherham United.

## Meriter
Portsmouth
- Vinnare av EFL Trophy: 2019

 Slovan Bratislava
- Slovakisk ligamästare (2): 2021/2022, 2022/2023

## Karriärstatistik
| Klubb                   | Säsong             | Liga                  | Liga    | Liga | Nationell cup | Nationell cup | Ligacup | Ligacup | Övrigt  | Övrigt | Totalt  | Totalt |
| Klubb                   | Säsong             | Division              | Matcher | Mål  | Matcher       | Mål           | Matcher | Mål     | Matcher | Mål    | Matcher | Mål    |
| ----------------------- | ------------------ | --------------------- | ------- | ---- | ------------- | ------------- | ------- | ------- | ------- | ------ | ------- | ------ |
| Aston Villa             | 2015/2016          | Premier League        | 2       | 0    | 0             | 0             | 0       | 0       | —       | —      | 2       | 0      |
| Aston Villa             | 2016/2017          | Championship          | 15      | 0    | 1             | 0             | 1       | 0       | —       | —      | 17      | 0      |
| Aston Villa             | 2017/2018          | Championship          | 5       | 1    | 1             | 0             | 1       | 0       | —       | —      | 7       | 1      |
| Aston Villa             | 2018/2019          | Championship          | 18      | 1    | 0             | 0             | 1       | 0       | 3       | 0      | 22      | 1      |
| Aston Villa             | 2019/2020          | Premier League        | 0       | 0    | 0             | 0             | 0       | 0       | —       | —      | 0       | 0      |
| Aston Villa             | Totalt             | Totalt                | 40      | 2    | 2             | 0             | 3       | 0       | 3       | 0      | 48      | 2      |
| Portsmouth (lån)        | 2018/2019          | League One            | 6       | 1    | 2             | 2             | 0       | 0       | 4       | 2      | 12      | 5      |
| Preston North End (lån) | 2019/2020          | Championship          | 4       | 0    | 0             | 0             | 2       | 1       | —       | —      | 6       | 1      |
| Charlton Athletic (lån) | 2019/2020          | Championship          | 13      | 2    | 1             | 0             | —       | —       | —       | —      | 14      | 2      |
| Sheffield Wednesday     | 2020/2021          | Championship          | 11      | 0    | 1             | 0             | —       | —       | —       | —      | 12      | 0      |
| Sheffield Wednesday     | 2021/2022          | League One            | 2       | 0    | 0             | 0             | 1       | 0       | 0       | 0      | 3       | 0      |
| Sheffield Wednesday     | Totalt             | Totalt                | 13      | 0    | 1             | 0             | 1       | 0       | 0       | 0      | 15      | 0      |
| Slovan Bratislava       | 2021/2022          | Slovakiska superligan | 26      | 5    | 6             | 2             | —       | —       | 7       | 5      | 35      | 12     |
| Slovan Bratislava       | 2022/2023          | Slovakiska superligan | 25      | 6    | 5             | 3             | —       | —       | 12      | 2      | 42      | 11     |
| Slovan Bratislava       | Totalt             | Totalt                | 51      | 11   | 11            | 5             | —       | —       | 19      | 7      | 77      | 23     |
| Rotherham United        | 2023/2024          | Championship          | 9       | 0    | 0             | 0             | 1       | 0       | —       | —      | 10      | 0      |
| Rotherham United        | 2024/2025          | League One            | 6       | 2    | 0             | 0             | 0       | 0       | 2       | 0      | 8       | 2      |
| Rotherham United        | Totalt             | Totalt                | 15      | 2    | 0             | 0             | 1       | 0       | 2       | 0      | 18      | 2      |
| Totalt i karriären      | Totalt i karriären | Totalt i karriären    | 142     | 18   | 17            | 7             | 7       | 1       | 28      | 9      | 190     | 35     |

1. ↑  Matcher i EFL Trophy
2. ↑  En match och ett mål i Uefa Europa League, sex matcher och fyra mål i Uefa Europa Conference League
3. ↑  Tre matcher i Uefa Champions League, två matcher och två mål i Uefa Europa League och sju matcher i Uefa Europa Conference League
4. ↑  Två matcher i EFL Trophy